# Li Xueju
Li Xueju (chinesisch 李学举; * 14. April 1945 in Gongzhuling, Jilin) ist ein chinesischer Politiker der Kommunistischen Partei Chinas (KPCh), der unter anderem zwischen 2003 und 2010 Minister für zivile Angelegenheiten im Staatsrat der Volksrepublik China war.

## Leben
Li Xueju trat 1966 als Mitglied der Kommunistischen Partei Chinas (KPCh) und begann im Laufe der Kulturrevolution im Mai 1966 seine berufliche Tätigkeit als Sekretär des Kommunistischen Jugendverbandes Chinas (KJVC) sowie zuletzt als Vize-Vorsitzender der Volkskommune „Daling“. Danach war er stellvertretender Vorsitzender und Sekretär des Parteikomitees der Volkskommune „Shuangyushu“. Er war im Anschluss von 1978 bis 1986 stellvertretender Leiter sowie zuletzt Leiter der Abteilung Organisation des Zentralkomitees des KJVC. Während dieser Zeit absolvierte er zudem zwischen 1984 und 1986 ein Studium an der Zentralen Parteihochschule der Kommunistischen Partei Chinas. Nach Abschluss des Studiums fungierte er von 1986 bis 1988 als Leiter der Abteilung Organisation des Zentralkomitees des KJVC.
1988 wechselte Li ins Ministerium für zivile Angelegenheiten und war dort zunächst bis 1993 Generaldirektor der Abteilung Aufbau politischer Macht an der Basis sowie danach zwischen 1993 und 1996 Generaldirektor der Abteilung Personalausbildung des Ministeriums. Zugleich gehörte er zuletzt von 1995 bis 1996 der Parteiführungsgruppe des Ministeriums als Mitglied an. 1996 wurde er in die Regierungsunmittelbare Stadt Chongqing abgeordnet und war zwischen 1996 und 1997 Leiter der Organisationsabteilung des Parteikomitees sowie zugleich von 1996 und 2001 Mitglied des Ständigen Ausschusses des Parteikomitees von Chongqing. Er bekleidete zwischen 1998 und 2001 die Funktion des stellvertretenden Sekretärs des Parteikomitees von Chongqing. 
2001 kehrte Li Xueju ins Ministerium für zivile Angelegenheiten und war dort zunächst bis 2003 Vize-Minister. Im März 2003 wurde er als Nachfolger von Doje Cering schließlich selbst Minister für zivile Angelegenheiten im Staatsrat der Volksrepublik China und bekleidete dieses Ministeramt bis Juni 2010, woraufhin Li Liguo ihn ablöste. Daneben war er von März 2003 bis Juni 2010 auch Sekretär der Parteiführungsgruppe des Ministeriums. Auf dem XVII. Parteitag der KPCh (15. bis 21. Oktober 2007) wurde er außerdem zum Mitglied des Zentralkomitees der Kommunistischen Partei Chinas (ZK der KPCh) gewählt und gehörte diesem Führungsgremium der Partei bis zum XVIII. Parteitag (8. bis 14. November 2012) an.